# The Transporter
The Transporter (Le Transporteur) è un film del 2002 diretto da Corey Yuen e Louis Leterrier.
La pellicola è stata prodotta da Luc Besson, che, insieme a Robert Mark Kamen, ne ha curato anche la sceneggiatura. Il protagonista è Jason Statham e ha dato vita alla saga omonima.

## Trama
Frank Martin è un autista altamente qualificato per lavori non legali nel sud della Francia che segue tre rigide regole:
1. Non cambiare mai l'accordo.
2. Nessun nome.
3. Non aprire mai la confezione.

A Nizza, Frank viene assunto come autista per la fuga di tre rapinatori di banche, ma hanno portato con sé un quarto uomo. Spiegando che il peso extra influenzerà la sua fuga pianificata con precisione, Frank si rifiuta di guidare finché, in preda alla disperazione, il leader uccide e abbandona uno dei suoi uomini. Dopo aver eluso la polizia in un inseguimento ad alta velocità, il leader offre a Frank più soldi per portarli ad Avignone, ma lui rifiuta; i rapinatori fuggono a bordo di un'altra macchina, ma vengono sventati dalla loro guida amatoriale. Nella villa di Frank sulla Costa Azzurra, l'ispettore di polizia locale Tarconi lo interroga sulla sua BMW 735i nera, vista sulla scena della rapina, ma Frank ha accuratamente smaltito tutte le prove.
Frank viene assunto per consegnare un pacco da 50 chilogrammi a Darren "Wall Street" Bettencourt. Mentre cambia una gomma a terra, Frank si rende conto che il pacco contiene una persona; viola la terza regola per dare da bere al prigioniero e scopre una donna legata e imbavagliata. Tenta di scappare, ma Frank la riprende ed è costretto a sottomettere due poliziotti che li individuano. Frank la consegna a Wall Street come promesso e gli viene data una valigetta da trasportare. Mentre Frank si ferma a comprare da bere per i poliziotti nel suo bagagliaio, una bomba nella valigetta esplode.
Un Frank vendicativo torna alla villa di Wall Street, uccidendo diversi scagnozzi e rubando una Mercedes-Benz S-Klasse, solo per trovare "il pacco" nascosto sul sedile posteriore. Porta la giovane donna, Lai, a casa sua, dove scopre che è un ex soldato decorato delle operazioni speciali. Wall Street fa visita a uno dei suoi uomini sopravvissuti in ospedale, uccidendolo dopo aver scoperto che Frank è vivo. Tarconi interroga Frank sull'attentato alla sua macchina, che Frank sostiene sia stata rubata, e Lai sostiene il suo alibi presentandosi come la sua ragazza. Tarconi se ne va e gli uomini di Wall Street attaccano la casa con missili e armi automatiche, ma Frank e Lai riescono a scappare per un pelo attraverso un passaggio sottomarino fino a un vicino rifugio.
Interrogato in questura, Lai accede al computer di Tarconi per trovare informazioni su Wall Street. Rivela che è un trafficante di esseri umani con 400 immigrati cinesi intrappolati in container e Frank accetta con riluttanza di aiutare. Si confrontano con Wall Street nel suo ufficio, dove si scopre che il padre di Lai, il signor Kwai, è il suo complice. Tarconi arriva mentre Wall Street sottomette Frank e lo accusa di aver rapito Lai, e Frank viene arrestato.
Tarconi suggerisce a Frank di prendere in mano la situazione, fingendosi suo ostaggio per permettergli di sfuggire alla custodia della polizia. Recuperando un deposito di armi dalla sua barca nel porto di Cassis, Frank rintraccia i criminali fino al molo di Marsiglia, dove i container pieni di persone partono su camion. Inseguito in un deposito di autobus, Frank si fa strada tra i delinquenti in un corpo a corpo inzuppato di olio per motori prima di scappare in acqua. Ruba una vecchia Renault 5 fino a che non si guasta inseguendo i camion, poi requisisce un piccolo aeroplano e si lancia con il paracadute sull'autostrada.
Dopo una lunga lotta sui camion in movimento, Frank getta Wall Street sulla strada uccidendolo (nella versione americana, Wall Street viene buttato fuori dal camion per essere arrestato). Una volta fermato il camion, pensa di essere salvo ma viene raggiunto da Kwai il quale, tenendolo sotto tiro, lo porta sull'orlo di un dirupo, ma Lai spara a suo padre per salvare Frank, mentre Tarconi e la polizia salvano le persone dai container.

## Produzione
La pellicola è stata prodotta dalle società Europa Corp., TF1 Films Production, Current Entertainment e Canal+.

### Budget
Il budget del film è stato di circa 21 milioni di dollari.

## Scene eliminate
Durante la battaglia al magazzino, tagliata nella versione americana, Frank usa un coltello. Nella scena in cui Frank uccide lo scagnozzo del signor Kwai, viene schiacciato brutalmente dalle ruote del camion: ciò è visibile sono nella versione francese in quanto, nella versione americana, Frank lancia semplicemente Wall Street sulla strada.

## Distribuzione
Il film è uscito negli Stati Uniti d'America in anteprima a Los Angeles il 2 ottobre 2002, distribuito poi nelle sale americane l'11 ottobre, e in Italia il 18 luglio 2003.

### Data di uscita
La pellicola venne distribuita in varie nazioni, fra cui:
- ottobre 2002: Stati Uniti, Canada, Francia, Finlandia,[2] e Australia;
- novembre 2002: Giappone,[3] Belgio, Messico, Perù, Colombia, Russia, Ungheria e Grecia;
- dicembre 2002: Brasile, Turchia, Egitto, Argentina e Lituania;
- gennaio 2003: Islanda, Svezia, Spagna, Inghilterra, Repubblica Ceca e Corea del Sud;
- febbraio 2003: Giappone e Sudafrica;
- maggio 2003: Germania, Austria e Kuwait;
- luglio 2003: Italia.

## Accoglienza

### Incassi
La pellicola ha incassato 25296447 $ in Nordamerica e 18632485 $ nel resto del mondo, per un totale di 43928932 $.

### Critica
Il consenso della critica è stato in generale discreto: sull'aggregatore Rotten Tomatoes il film riceve il 54% delle recensioni positive, con un voto medio di 5,7 su 10 basato su 128 recensioni, mentre su Metacritic ottiene un punteggio di 51 su 100, basato su 27 critiche.
La pellicola è stata paragonata da Tullio Kezich del Corriere della Sera a un videogioco; Giorgio Carbone di Libero ne ha esaltato l'azione; Adriano De Carlo de Il Giornale ha sottolineato la professionalità a firma di Besson; Lietta Tornabuoni de La Stampa ne ha apprezzato invece l'ambientazione.

## Sequel
Nel 2005 è stato realizzato un seguito, intitolato Transporter: Extreme; nel 2008 è uscito nelle sale il terzo episodio della saga, Transporter 3.
Dopo l'uscita nei cinema del primo episodio, non vi era alcuna certezza di un seguito, ma, in seguito alle notevoli vendite dell'edizione DVD, venne rapidamente dato il via libera a una seconda produzione.